# Bustul generalului Carol Davila
Acest articol dezvoltă secțiunea Opera a articolului principal Constantin Brâncuși.
Bustul generalului Carol Davila este o sculptură în bronz realizată de Constantin Brâncuși, singurul monument de for public al sculptorului amplasat în București, dezvelit la 30 septembrie 1912. Comanda lucrării a fost dată de Spitalul Militar „Regina Elisabeta” prin intermediul lui Dimitrie Gerota. Artistul a realizat bustul din ghips în primăvara anului 1903 și din cauză că cei care au comandat-o nu au fost mulțumiți de ea, au tergiversat plata și ca urmare Brâncuși a părăsit România îndreptându-se spre Paris. Turnarea bustului în bronz s-a petrecut în anul 1912 la turnătoriile artistice ale lui V. V. Rășcanu, care a folosit ghipsul original parțial degradat de trecerea timpului. Pare că reparațiile modelului de ghips au fost făcute de Frederic Storck, cel care era asociat cu Rășcanu încă din anul 1905. În anul 1930, la aceleași turnătorii, a fost realizată o copie care stă astăzi în curtea Spitalului Militar. Brâncuși a revenit în România în anul 1938 și a fost nemulțumit de felul cum a fost turnat bustul. Ghipsul original s-a distrus, singurele trei fotografii originale, din poziții diferite, au fost făcute în anul 1903 și ele se află astăzi păstrate la Muzeul Național de Artă Modernă (Musée national d'art moderne) de la Paris.

## Istoric
În urma expoziției care a avut loc la Ateneul Român din București în perioada decembrie 1902 - iunie 1903 la care Constantin Brâncuși a înregistrat un succes răsunător cu lucrarea Ecorșeul, de altfel aceasta reprezentând în opera sa prima sculptură a lui care a fost prezentată publicului din România într-o expoziție din București,  Dimitrie Gerota i-a facilitat o comandă pentru realizarea unui bust al generalului Carol Davila, acesta urmând a fi ridicat în curtea Spitalului Militar. La Musee national d'art moderne de la Paris există trei fotografii ale bustului din ghis realizat de Brâncuși. Bustul original din ghips a fost distrus. Acestea au fost lipite pe un carton pe care există un text facsimil scris de artist prin care acesta precizează că lucrarea a fost executată ca urmare a comenzii date de Spitalul militar „Regina Elisabeta”. Informația este confirmată și de legenda acelorași fotografii care au fost publicate în ziarul Adevărul în anul 1903, precum și de Christian Zervos în monografia sa din anul 1937. Comanda ar fi fost dată în perioada stagiului militar al artistului din perioada 1902-1903.
Carol Davila era deja o personalitate marcanta a României, el fiind organizatorul medicinii militare autohtone și el a jucat un rol important în viața publică românească din a doua jumătate a secolului al XIX-lea. Până în anul 1903, Theodor Mayerhofer, Theodor Aman, Sava Henția, Nicolae Grigorescu îi făcuseră portretrul și sculptorul Ion Georgescu un bust.[A] În anul 1903 a fost dezvelită în curtea Facultății de Medicină din București statuia Carol Davila realizată de sculptorul Carol Storck. Datorită tututor acestor modele premergătoare realizate de către artiștii români, precum și a unei măști mortuare, ca și fotografiile de epocă ale generalului, Brâncuși a beneficiat de o bază documentară suficientă pentru realizarea comenzii primite.
Bustul pe care l-a realizat Brâncuși este de factură clasică și chiar dacă uniforma militară în care l-a înfățișat a impus o serie de constrângeri de execuție, artistul nu i-a depășit pe înaintașii lui. Cel mai reușit portret a lui Davila a fost considerat de către criticul Ionel Jianu, ca fiind cel realizat de Nicolae Grigorescu după modelul viu înfățișat în costum civil din anul 1879. Aici, iese în evidență cu claritate distincția generalului Davila, personalitatea lui fiind definită cu o paletă a mijloacelor artistice plină de sobrietate.

Modele artistice documentare folosite pentru realizarea bustului lui Carol Davila
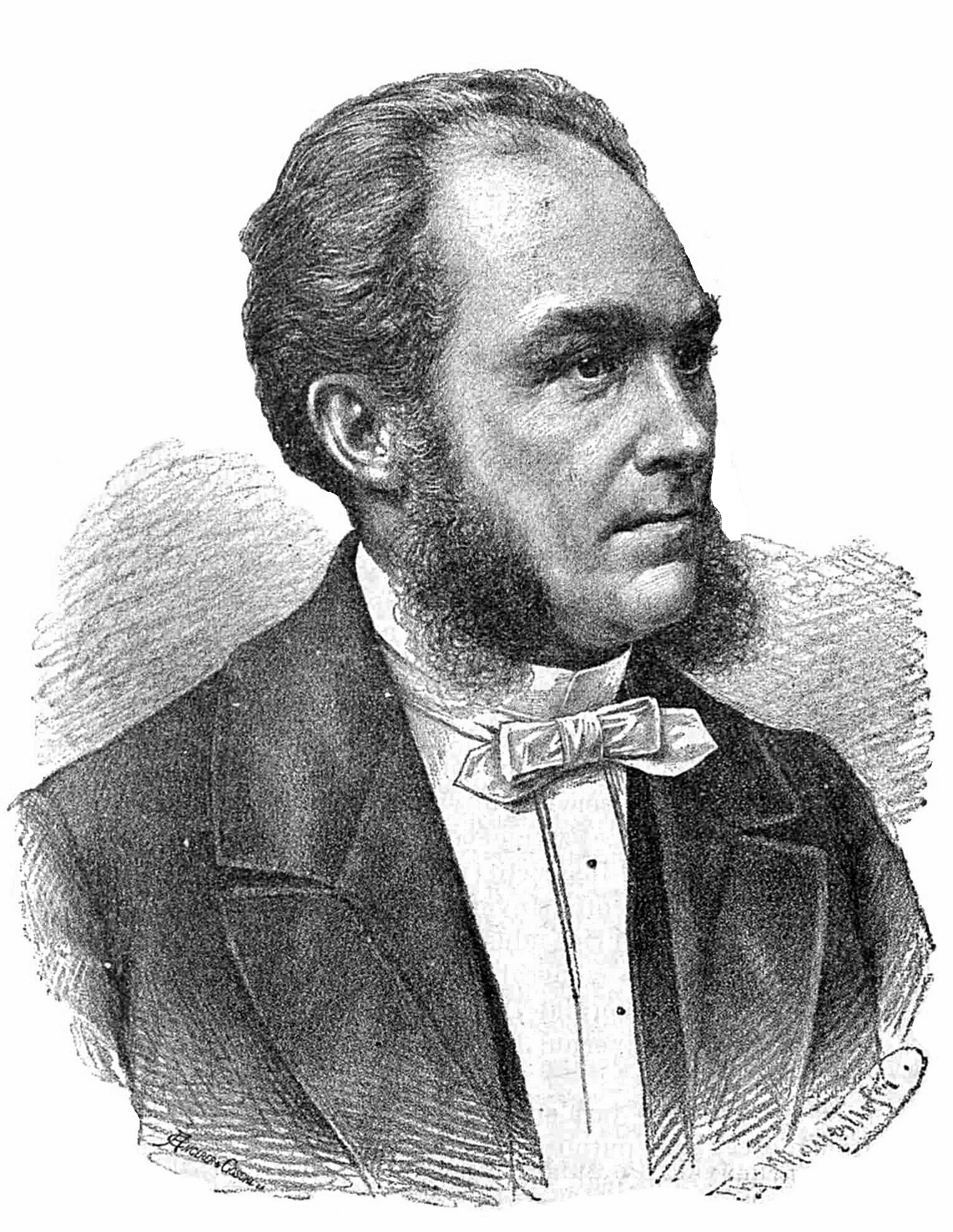
Carol Davila de Theodor Mayerhofer (1898)
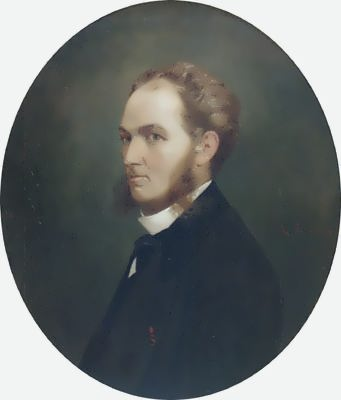
... de Theodor Aman (?)
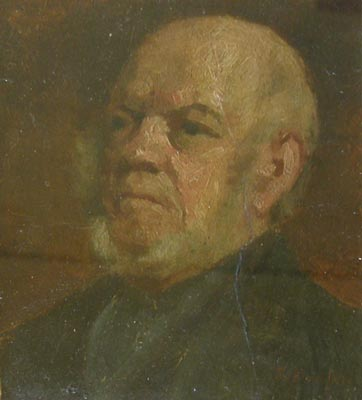
... de Sava Henția (?)
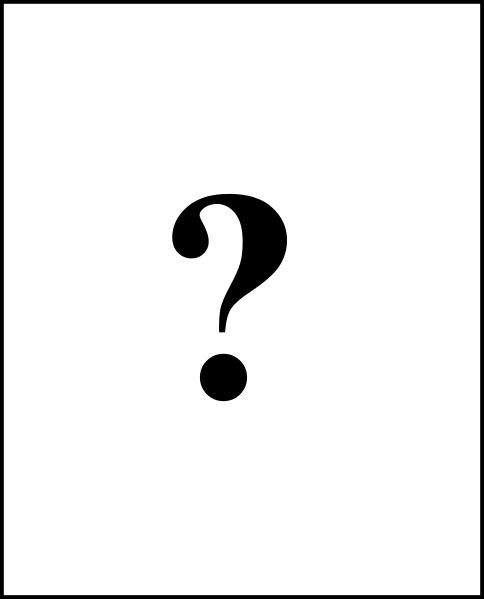
... de Nicolae Grigorescu (1879)
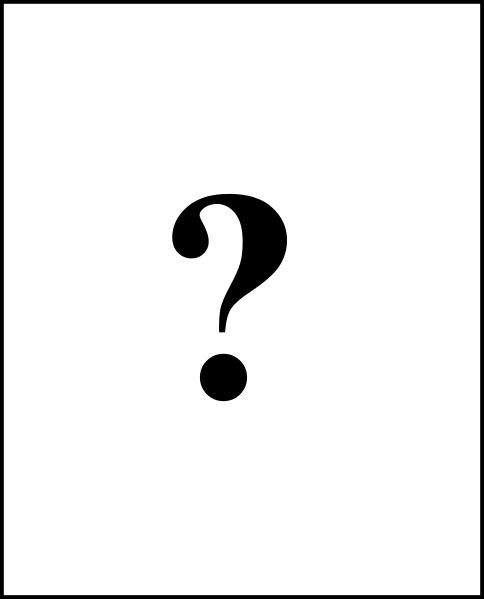
... de Ion Georgescu (?)
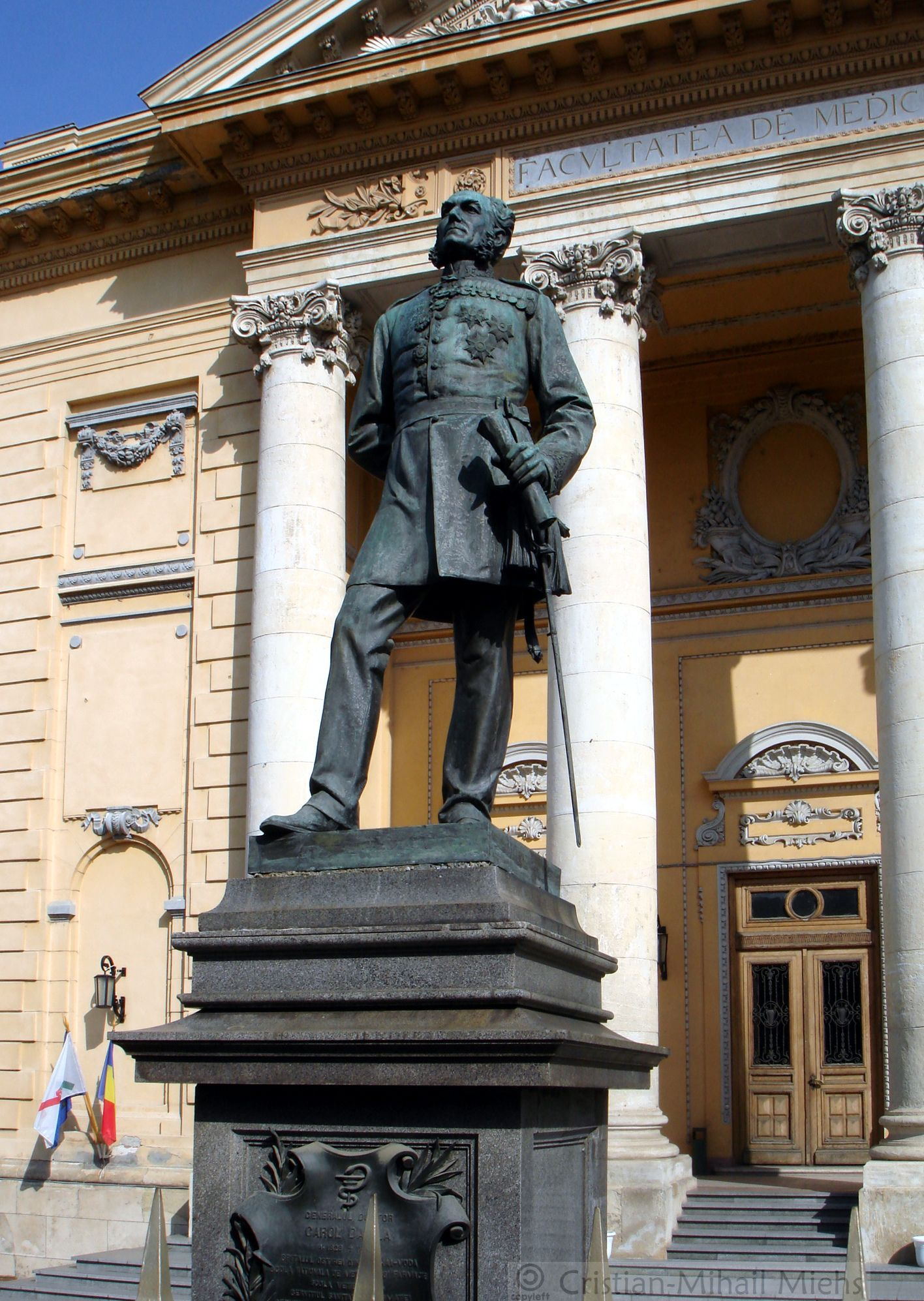
... de Carol Storck (1903)

Pentru a realiza comanda, Brâncuși a făcut o plachetă în basorelief intitulată Studiu pentru portretul generalului doctor Carol Davila din ghips, nedatat, cu dată a realizării estimată de criticii de artă tot în anul 1903, de dimensiuni 18 x 13,2 x 4,5 cm, semnată în lateral-dreapta C. Brâncuși, care era în anul 1976 în colecția Muzeului de istorie a liceului „Matei Basarab” sub numărul de inventar 11406. Placheta a fost expusă publicului în anul 1976 la București și la Craiova cu ocazia centenarului nașterii artistului român. Basorelieful este una dintre cele maici opere care au rămas de posterității de la artist, ea fiind făcută după o fotografie de epocă, din profil, de Frații Sarango, fotografie ce se află astăzi la Cabinetul de Stampe al Academiei Române din București.

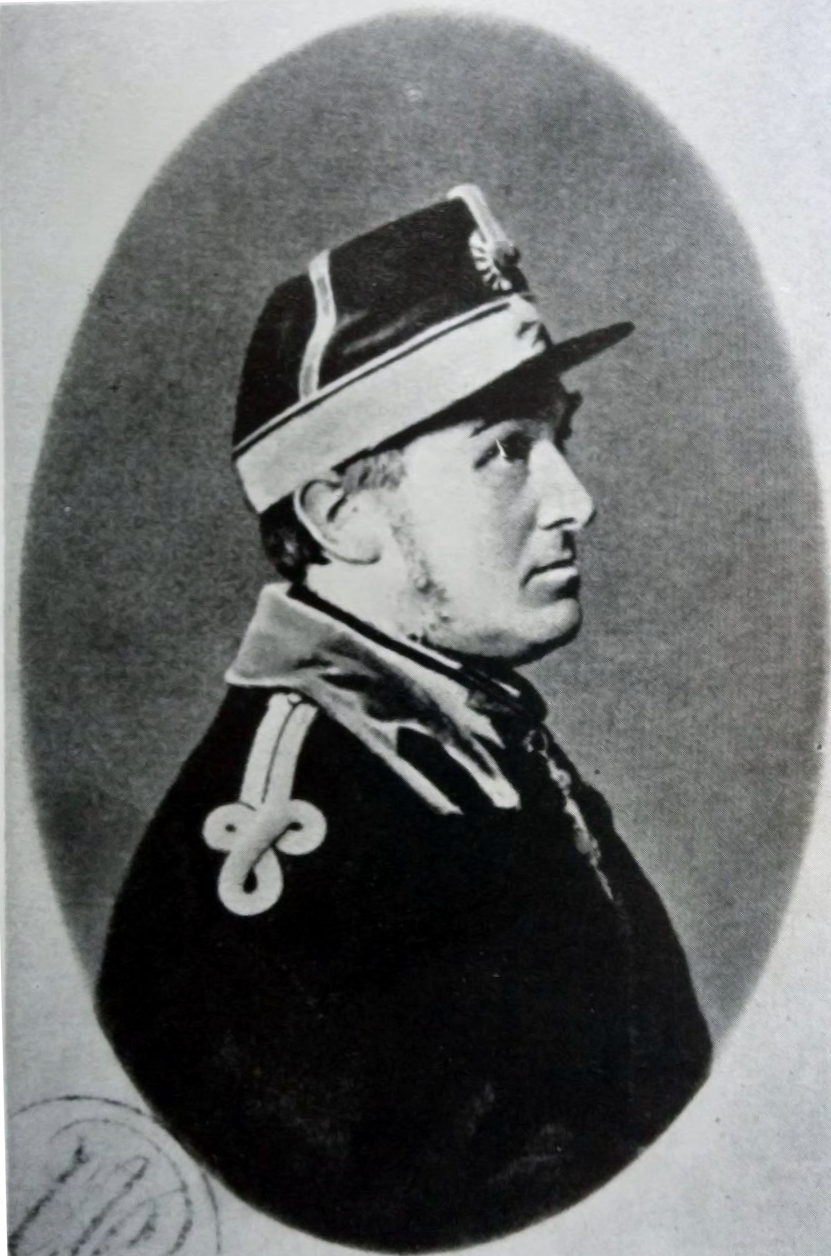
Carol Davila (foto 1870-1880) - de Frații Sarango - la Cabinetul de Stampe al Academiei Române

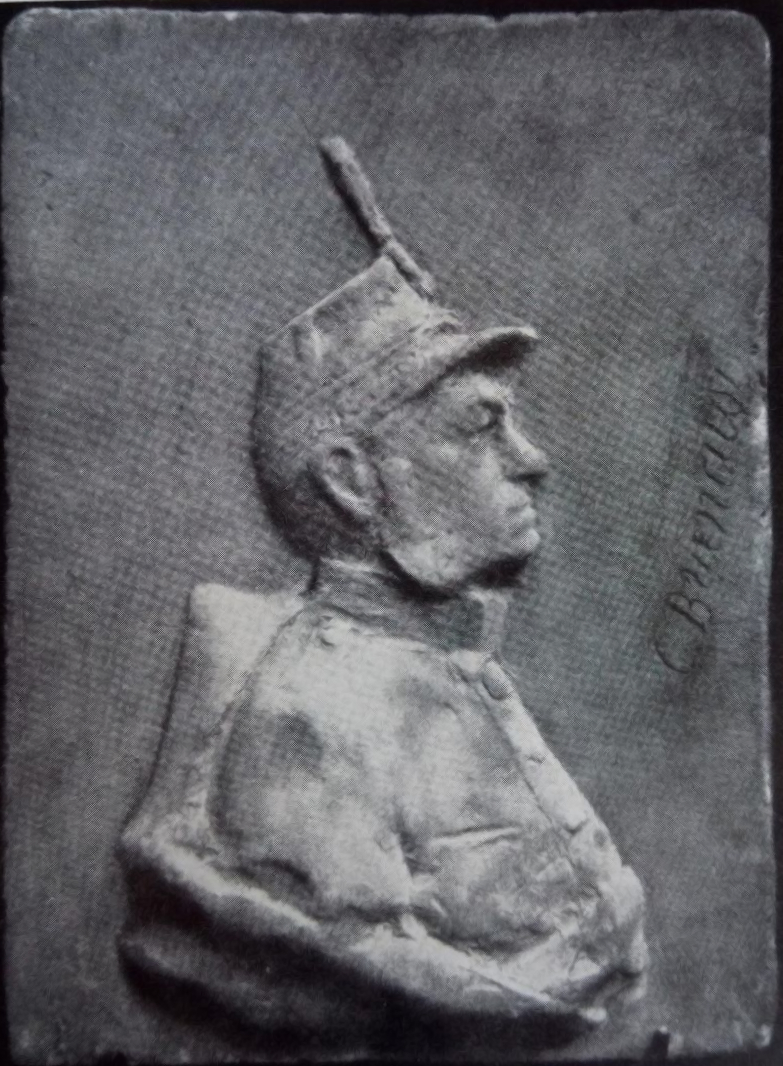
Studiu pentru portretul generalului doctor Carol Davila (1903)

Placheta a zăcut ani de zile neștiută de nimeni, până în anul 1971, în patrimoniul liceului bucureștean, de-a valma cu alte exponate ca: picturi de Gheorghe Tattarescu, monede, vechi icoane transilvănene, gravuri realizate de Carol Popp de Szathmary, etc. În 1971 când a fost identificată, portretul în basorelief a fost confundat cu un Cap de dorobanț, într-un mod absolut inexplicabil. Ulterior, placheta a trecut în posesia Muzeului Național de Artă al României. Ea a primit un nou număr de inventar 92577 și a fost clasată în tezaur prin Ordinul Ministrului Culturii nr. 3042/14.07.1998.
Constantin Brâncuși a realizat bustul din ghips în primăvara anului 1903 și turnarea efectivă în broz a avut loc în anul 1912, așa cum se vede pe inscripția de pe spate care spune Turnătoria artistică din bronz V. V. Rășcanu & Comp. București, 1912, Ridicat de ofițerii sanitari în anul 1912. Sculptura aparținea în anul 1976 colecției Spitalului Militar din București. Ea a participat în anul 1976 la expoziția centenară de la Craiova și București.
Bustul a fost instalat în curtea Spitalului Militar din București. Dar, atunci când s-a decis în sfârșit, ridicarea monumentului, s-a constatat că, între timp, gipsul se degradase și s-a luat decizia reparării bustului prin suprimarea părților avariate.  În anul în care s-a turnat bustul în bronz s-a ordonat repararea ghipsului luându-se decizia suprimării părților avariate. Părerile analiștilor au indicat că cel mai probabil, repararea să fi fost făcută de sculptorul Frederic Storck, cel care era asociat încă din anul 1905 la așa zisa primă turnătorie artistică pe care a fondat-o Rășcanu la București. Urmele reparărilor sunt vizibile pe bustul din bronz, evidentă fiind ruptura de deasupra chipiului unde era egreta. Deoarece Brâncuși nu mai era în țară la momentul respectiv, lucrarea a rămas aproape ignorată până în iarna anului 1938 când, revenind în București, sculptorul a relevat faptul că el este autorul versiunii în ghips a bustului. Când a văzut varianta "ajustată", cu brațele ciuntite, și fără egreta de pe chipiu, Brâncuși s-a gândit să îi dea în judecată pe cei care luaseră această decizie.
Inaugurarea bustului s-a făcut în ziua de 30 septembrie 1912, așa cum reiese din circulara nr. 96 din 29 septembrie 1912 emisă de Direcția Geniului, Ministerul de Război:
„.... În ziua de 30 septembrie a.c., ora 10 dimineața, urmând a se inaugura la Spitalul Militar „Regina Elisabeta”, bustul nemuritorului medic, general de divizie, doctor Carol Davila, fondatorul serviciului sanitar, am onoarea a vă ruga să binevoiți a aduce la cunoștința domnilor ofițeri din garnizoană, cu adăogirea că poate să asiste oricare or exprima dorința. Ținuta va fi cea de serviciu, în tunică și ghete.
----- Inspector General al Serviciului Sanitar al Armatei, Medic General /ss/ Dr. S. Papilian
----- Directorul Direcției Sanitare, Medic Lt. colonel /ss/ Dr. Vicol”
Mai târziu, la cererea biografilor străini, i s-a cerut de către aceștia includerea bustului lui Davila în repertoriul său. Pentru că Brâncuși l-a inclus, el și-a recunoscut partenitatea operei de la Spitalul Militar din București.
Istoricul și criticul de artă Barbu Brezianu a precizat că bustul realizat de Brâncuși nu ar fi fost pe placul comanditarilor sanitari și astfel s-ar explica decalajul dintre execuția ghipsului și cea a bustului din bronz. Din mențiunile pe care le-a făcut Ion Croitorul, colocatarul lui Brâncuși din anul 1903, reiese că artistul a părăsit România foarte supărat în acel an, pentru că nu-i fusese plătită lucrarea de militarii care i-o comandase.
Sculptura este înscrisă în Lista monumentelor istorice 2010 - Municipiul București - la nr. crt. 2342, cod LMI B-III-m-B-20024, sub denumirea Bust dr. Carol Davila.

## Copii
În anul 1930, Institutul sanitar militar „General de divizie dr. Carol Davila” a comandat o copie în bronz a bustului lui Davila turnătoriei V. V. Rășcanu. În anul 1990, lucrarea originală a fost mutată în interiorul Muzeului Militar Național, iar în curtea Spitalului Militar din Calea Plevnei nr. 134, sector 1, a fost instalată o copie în bronz.

## Vezi și
- Lista sculpturilor lui Constantin Brâncuși
- Carol Davila
- Statuia dr. Carol Davila